# دانشکده پزشکی بم
دانشکده پزشکی دانشگاه علوم پزشکی بم یکی از دانشکده‌های پزشکی ایران وابسته به دانشگاه علوم پزشکی بم در بم است. این دانشکده در سال ۱۳۹۱ بنیانگذاری شد و دارای ۱ بیمارستان آموزشی است.

## تاریخچه
دانشکده پزشکی بم در سال ۱۳۹۱ بنیانگذاری شد. هم‌اکنون ریاست این دانشکده را زهره سرحدی نژاد برعهده دارد.